# Omar Fassi-Fihri
Pour les articles homonymes, voir El Fassi.
Omar Fassi-Fihri est un homme politique marocain. Il a été ministre délégué auprès du ministre de l’Enseignement supérieur et de la Recherche scientifique, chargé de la Recherche scientifique dans le gouvernement Driss Jettou.